# Ceymar Castillo
Ceymar Gabriela Castillo Salmerón (ur. 26 kwietnia 1999) – nikaraguańska zapaśniczka walcząca w stylu wolnym. Srebrna medalistka igrzysk Ameryki Środkowej w 2017. Szósta na igrzyskach Ameryki Środkowej i Karaibów w 2018 roku.